# カスタマーインサイト
カスタマーインサイト (英: customer insight)、またはコンシュマーインサイト (英: consumer insight)は、消費者にとっての製品またはサービスの有効性を高め、製品またはサービス提供者の経済的利益のために売上を増やすことを目的とした人間行動の傾向の解釈のこと。 
具体的には、カスタマーインサイトは、市場調査の分析と、企業内の調査部門とマーケティング部門の間の架け橋として機能する分野である。 一般にCIと呼ばれ、その主な目的は、消費者がブランドを気にかける理由と、その根底にある考え方、気分、動機、欲求、願望を理解し、消費者の態度や行動を動機付け、誘発することである。 
カスタマーインサイトのもう1つの定義は、企業が顧客を獲得、開発、維持できるようにする情報の収集、展開、および解釈を行うことである。
カスタマーインサイトは、より正確に次のように定義できる ： 「顧客についての非自明な理解。これに基づいて行動すれば、相互利益のために顧客の行動を変える可能性がある」

この定義の中の4つの要素を順にみてみよう。まず、カスタマーインサイトは「非自明」であるため、通常は1つの情報源だけから得られるのではなく、分析や調査だけから得られるものでもない。むしろ、証拠を集めて洞察を集める必要がある。第二に、真の洞察は「行動可能」である必要がある。理論にとどまり、実際にテストできない仮説は洞察ではない。第三に、カスタマーインサイトは、顧客が行動を起こしたときに「行動を変える」ように説得できるほど強力である必要がある。過去の行動を分析し、人々が習慣に基づいて行動すると仮定してターゲティングするだけでは洞察にはならない。第四に、持続可能であるためには、そのような顧客の変化の目標は「相互利益」のためである必要がある。主張にあるように、今日のマーケティングの重要な法則は「顧客の信頼を獲得し維持する」ことである。これは、顧客の最善の利益と組織の長期的な価値のために行動することによって達成されます。

## 分析
まず、収集したデータを監査して、データベース内の品質と機会を完全に理解する必要がある。これが行われると、いくつかの異なる種類の分析が可能となる。
影響評価は、企業が行った行動が顧客の行動にどのように影響したかを理解するのに役立ち、提案された変更に対する顧客の反応を予測することもできる。
資産としての顧客は、顧客ベースの生涯価値を測定し、企業が買収コストや解約率などのいくつかの要因を測定できるようにする。
傾向モデリングは、以前のアクションに基づいて顧客の将来の行動を予測し、企業が顧客が特定の方法で行動する可能性がどの程度あるかを理解するのに役立つ。
クロスセル分析は、製品とサービスの関係を特定して、最も人気のある製品の組み合わせをよりよく理解する。識別された関係は、将来、クロスセルおよびアップセルに使用できる。
クリティカルラグにより、企業は個人の購入パターンに基づいて特定の顧客コミュニケーションを提供できるようになり、忠誠心を高め、顧客維持を向上できる。
上記の構成要素は、顧客分析またはマーケティング分析の範囲のみをカバーしている。ベストプラクティスは現在、顧客データ管理、行動分析、予測分析、消費者調査、データベースマーケティングも取り込み拡大している。